# Sematophyllum gracilicaule
Sematophyllum gracilicaule là một loài Rêu trong họ Sematophyllaceae. Loài này được (Sande Lac.) A. Jaeger miêu tả khoa học đầu tiên năm 1878.